# プリティヴィー

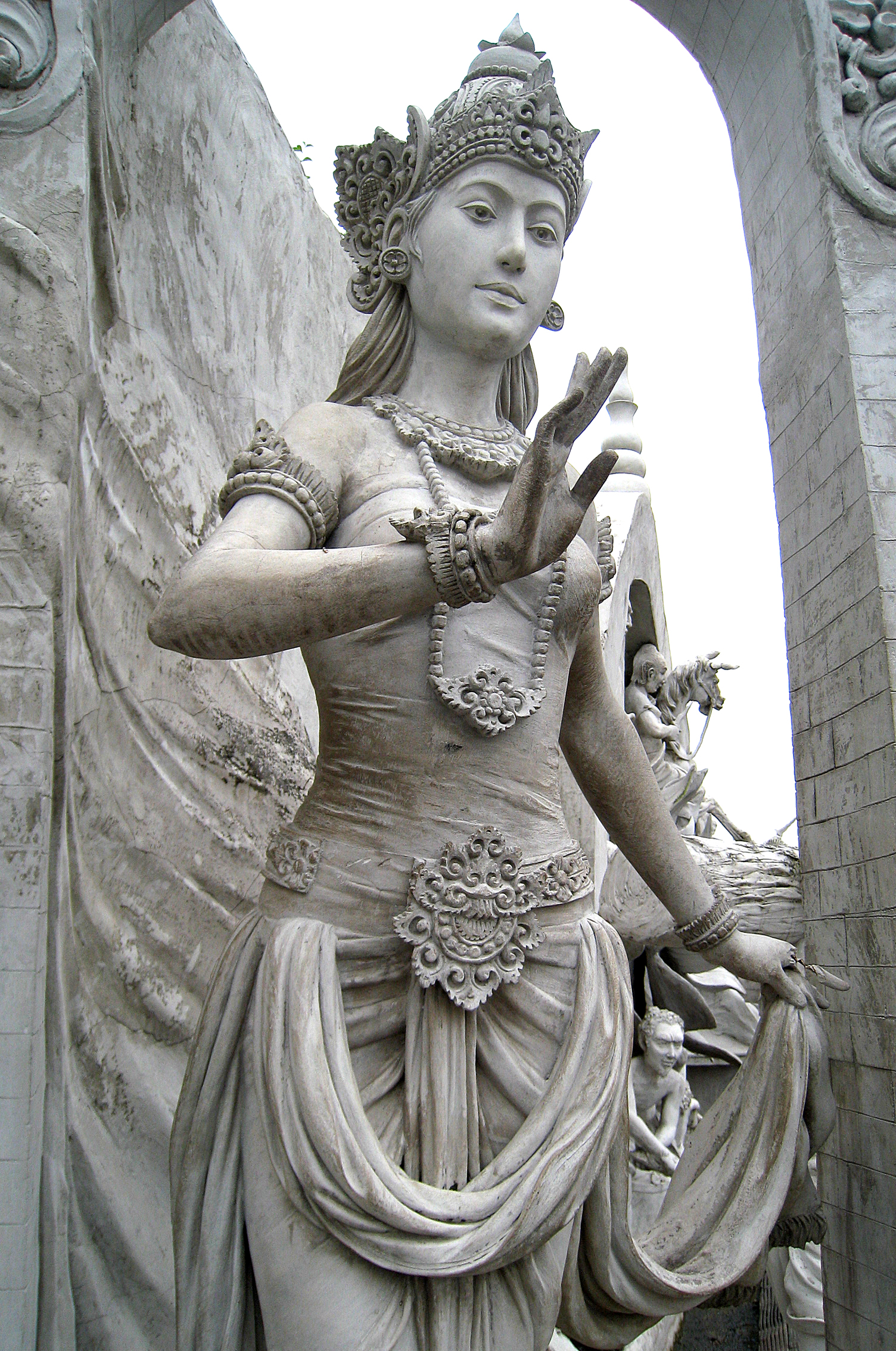
プリティヴィー（インドネシアの像）

プリティヴィー（Pṛthivī）は、インド神話の古き地母神。「広き者」という意味。
プリトヴィー（Pṛthvĭ）とも発音される。
ディヤウスの妻とされ、インドラやアグニを産み出したといわれる。
プリティヴィーマーター(Pṛthivĭ Mātā、母なる大地)はディヤウシュ・ピトリ(Dyauṣ Pitṛ、父なる天空)との対比で言及され、『リグ・ヴェーダ』においては両数形でディヤーヴァープリティヴィー (Dyāvāpṛthivī) と呼ばれる一対の天地両神とされる。
『リグ・ヴェーダ』ではディヤウスとともに天地両神として6篇の独立讃歌を持つが、単体としては1篇3詩篇の独立讃歌にとどまる。それによれば、プリティヴィーは堅固で、山岳を担い、樹木を保ち、道路に富み、大地に活気をもたらすとされる。
また『ヴィシュヌ・プラーナ』によると、農耕のなかった時代に、プリトゥという王が初めて大地を開墾し、豊穣をもたらしたので、大地の女神はプリトゥにちなんでプリティヴィーと呼ばれるようになったと伝えられている。
後に仏教に取り入れられ、地天（じてん）とされる。地蔵菩薩の起源とも言われる。

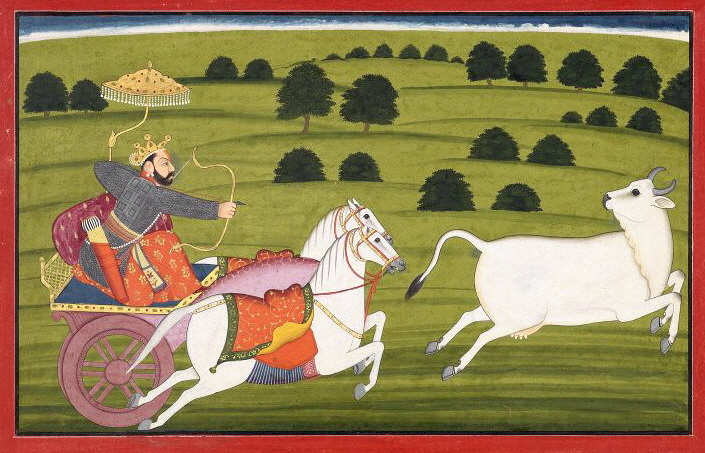
国王プリトゥが牛に化けたプリティヴィーを追う場面